# Ménièreova bolest
Ménièreova bolest (lat. Morbus Ménière) je bolest unutarnjeg uha koja se očituje napadajima vrtoglavice, šuma (lat. tinitus) u uhu i napredujućim gubitkom sluha. Bolest je nazvana prema francuskom liječniku Prosper Ménière. 

## Uzrok
Točan uzrok bolesti je nepoznat. Zna se da dolazi do povećanja volumena i tlaka endolimfe u unutarnjem uhu, što uzrokuje simptome. Također je poznato da do bolesti dolazi u nekim stanjima koja zahvaćaju ostale dijelove ili čitav organizam (npr. hipotireodizam, ateroskleroza ili alergija).

## Liječenje
Liječenje bolesti može biti provedeno konzervativnim načinom (pomoću lijekova koji će smanjiti volumen i tlak endolimfe, ili/i lijekovima koje liječe osnovnu bolest), a u slučaju da takvo liječenje ne može pomoći, prelazi se na kirurški zahvat.

## Poznate osobe koje boluju od Ménièreove bolesti
- Ménière's Disease Information Center navodi pjesnikinju Emily Dickinson, pisca Jonathan Swifta, NBA košarkaša Steve Francisa, kao oboljele od ove bolesti.
- Alan B. Shepard, prvom američkom astronautu, dijagnosticirana je bolest 1964.g., što ga je spriječilo u letenju nakon prvog kratkog leta u svemir. Nekoliko godina kasnije, kirurški zahvat (koji je tada bio u pokusnoj fazi) omogućio mu je let na Mjesec u misiji Apollo 14.

|  | Molimo pročitajte upozorenje o korištenju medicinskih informacija. Ne provodite liječenje bez savjetovanja s liječnikom! |